# Longitud céfalo-caudal

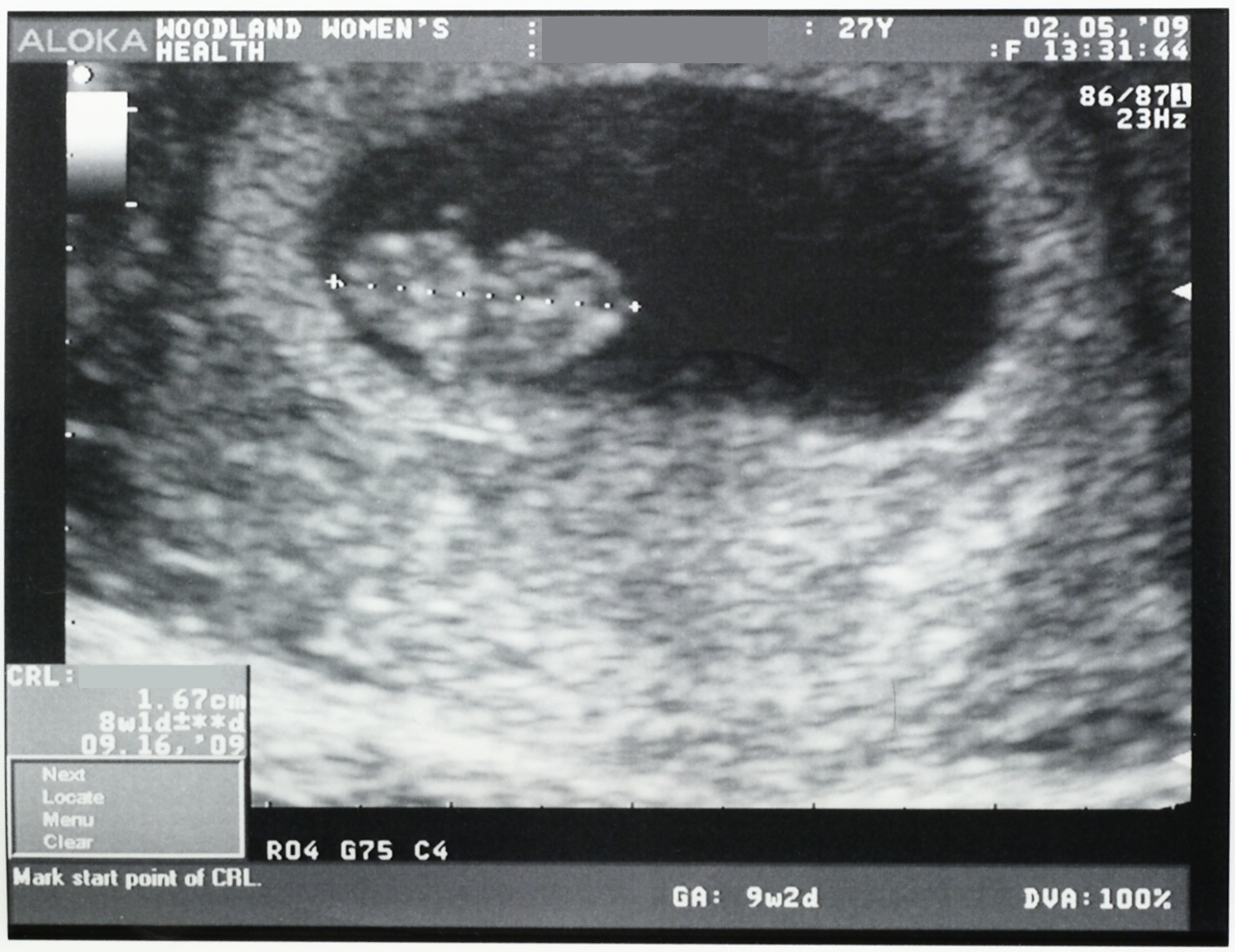
Ecografía de un feto con una longitud céfalo-caudal de 1.67 cm, y una edad gestacional de ocho semanas y un día.

Longitud céfalo-caudal (o CRL del inglés crown-rump length) se puede encontrar en textos con el nombre de Longitud Coronilla-rabadilla, longitud vértex-cóccix, es la medida de la longitud de embriones y fetos humanos entre la coronilla y la rabadilla. Normalmente se determina mediante ecografía. Se puede utilizar para estimar la edad gestacional (transcurso de tiempo desde el primer día del último período menstrual).

## Medida
Los embriones y fetos flotan en el líquido amniótico dentro del útero de la madre. Comúnmente forman una curva semejante a una C. Si el cuerpo del feto está estirado (recto), la longitud puede variar ligeramente. La medición se ha de realizar en el estado natural, con el cuerpo curvado. Esta cuantificación es útil para determinar la edad gestacional y la correspondiente fecha del parto.
Cada bebé crece a un ritmo diferente. Por ello la edad gestacional es aproximada. Descubrimientos recientes han demostrado que el crecimiento (y la correspondiente edad gestacional) puede estar influenciado por factores maternos como la edad, el consumo de tabaco y la cantidad de ácido fólico ingerido. Al inicio del embarazo, la estimación de la edad gestacional puede conllevar un error de ± 4 días. Sin embargo, a lo largo del embarazo, debido a los distintos ritmos de crecimiento, disminuye su precisión. En fases más avanzadas, además del CRL, se utilizan otros parámetros. Durante todo el embarazo la longitud del cordón umbilical es aproximadamente la misma que la del CRL.

### Medidas típicas
| Edad (semanas) | CRL (cm) |
| -------------- | -------- |
| 6.1            | 0.4      |
| 7.2            | 1.0      |
| 8.0            | 1.6      |
| 9.2            | 2.5      |
| 9.9            | 3.39     |
| 10.9           | 4.0      |
| 12.1           | 5.5      |
| 13.2           | 7.0      |
| 14.0           | 8.0      |

La fórmula siguiente aporta valores aproximados:
Edad gestacional (semanas) = CRL (cm) + 6.5
- Datos: Q1414624